# 푸란다
푸란다(Puranda)는 아르자와의 청동기 시대의 도시로 근처에 아스타르파 강이 흘렀으며 서부 아나톨리아였다.  
기원전 1322년 무르실리 2세가 아르자와의 에페소스(아파사)를 정복한 후에 피난민들이 풀란다로 달아났다. 아르자와의 왕자 타팔라주나울리는 섬으로 달아 났는데 저항군을 이끌기 위해서 푸란다로 들어갔다. 무르실리는 푸란다를 접수하고 타팔라주나울리는 그의 자족과 함께 달아났다. 